# عقاب‌های تاج‌دار
عقاب‌های تاج‌دار (نام علمی: Stephanoaetus) نام یک سرده از تیره بازان است.

## گونه‌ها
- عقاب تاج‌دار (Stephanoaetus coronatus).
- عقاب تاج‌دار مالاگاسی (Stephanoaetus mahery).[۱] (منقرض‌شده).